# ديميتريس خريستوفياس
ديميتريس خريستوفياس (باليونانية: Δημήτρης Χριστόφιας) (مولود في 29 أغسطس 1946 في كيرينيا بالشطر الشمالي من الجزيرة)، رئيس جمهورية قبرص في فترة 2003 - 2013. هو أول رئيس شيوعي للجزيرة وكان الرئيس الشيوعي الوحيد في دول الاتحاد الأوروبي البالغ عددها 27 دولة، في عهده. شغل خريستوفياس منصب نائب منذ سنة 1991 وزعيم حزب أكيل منذ 1988 ورئيس للبرلمان منذ 2001 حتى وفاته.
في 24 فبراير 2008 تم انتخابه رئيسًا للبلاد بعد تحصله على 53,36 % من الأصوات في الدورة الثانية من الانتخابات الرئاسية أمام منافسه يوانيس كاسوليديس (يميني) وخلف في هذا المنصب تاسوس بابادوبولوس (يمين وسط).
أعلن بعد انتخابه أن حل مشكلة جزيرة قبرص المقسمة منذ 1974 على رأس أولوياته وأنه ينوي عقد لقاء قريب مع محمد علي طلعت زعيم جمهورية شمال قبرص التركية. كان خريستوفياس من عشاق رياضة كرة القدم. له كذلك ثلاثة أولاد من زوجته ألسي التي التقاها حين كان يدرس في موسكو.

## روابط خارجية
- ديميتريس خريستوفياس على موقع مونزينجر (الألمانية)